# Xã New Garden, Quận Chester, Pennsylvania
Xã New Garden (tiếng Anh: New Garden Township) là một xã thuộc quận Chester, tiểu bang Pennsylvania, Hoa Kỳ. Năm 2010, dân số của xã này là 11.984 người.